# Saepta Julia

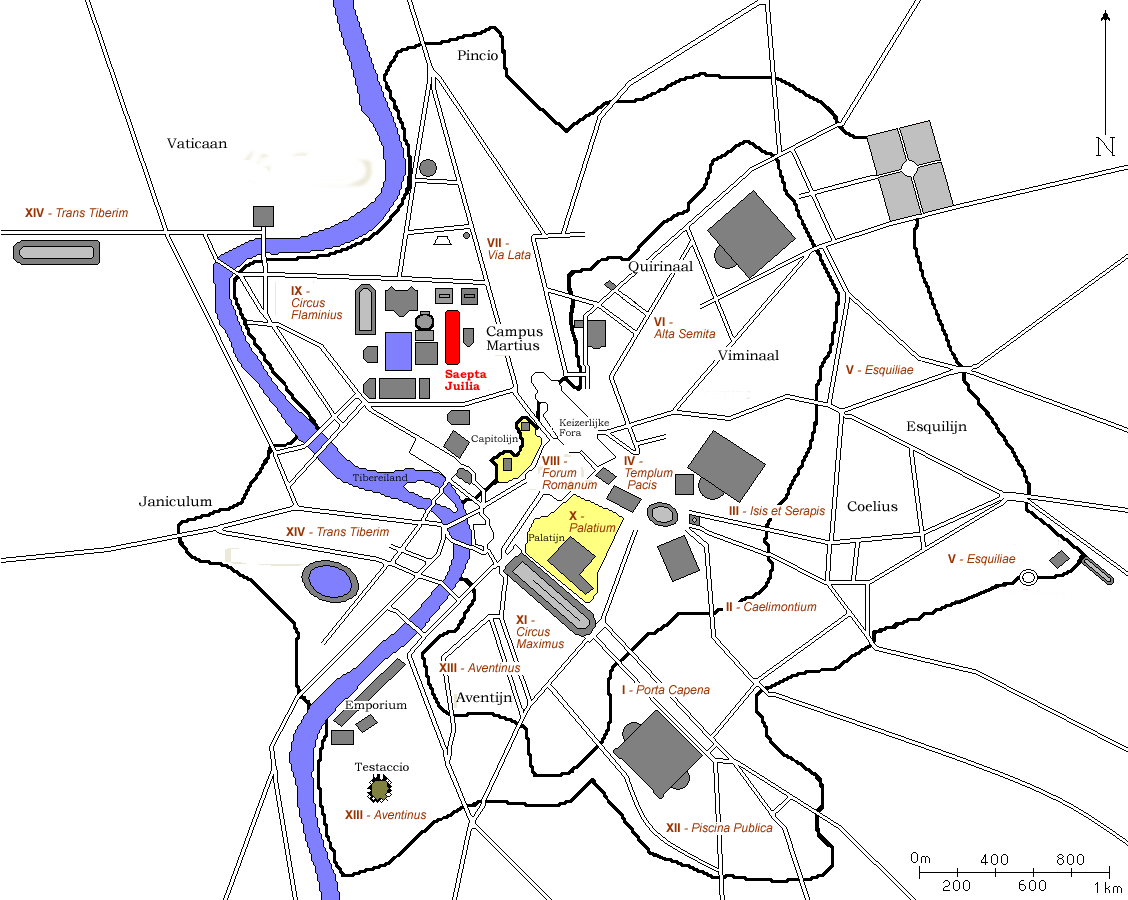
Lage der Saepta Julia

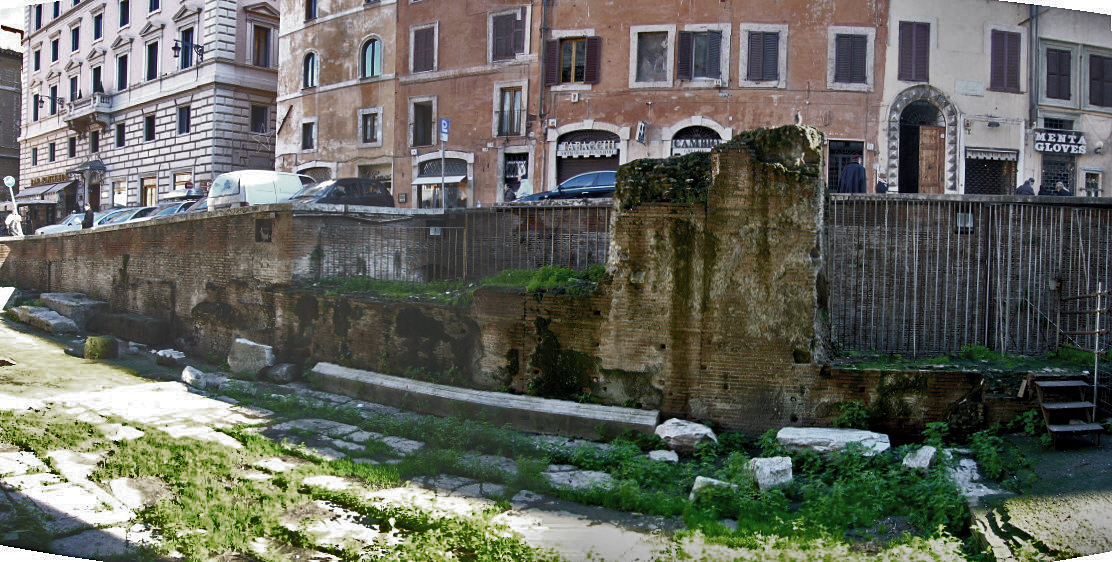
Fundamentreste der Saepta Julia beim Pantheon

Die Saepta Julia waren eine multifunktionale Säulenhalle im antiken Rom.
Die 400 mal 60 Meter große Halle lag auf dem Marsfeld westlich der Via del Corso zwischen der Piazza Venezia und der Piazza Sant’Ignazio. Die heutige Basilika Santa Maria sopra Minerva an der Piazza della Minerva steht über einem Teil der antiken Säulenhalle.
Julius Cäsar plante das repräsentative Bauwerk aus Marmor als Versammlungsort für die Wahlen der comitia centuriata. Es sollte den bisherigen Versammlungsplatz ersetzen, bei dem es sich um einen schlichten, eingezäunten und nicht überdachten Platz an gleicher Stelle handelte, der aufgrund seiner Ähnlichkeit mit einem Pferch ovile (lat. für Schafstall) genannt wurde. Die Realisierung dieses Bauwerks gelang jedoch erst Lepidus und Agrippa im Jahr 26 v. Chr. Agrippa widmete die Halle den Juliern. Zur Auszählung der Stimmtäfelchen diente seitdem das diribitorium, ein vermutlich direkt benachbarter großer Saal.
Nach der Abschaffung der comitia centuriata durch Tiberius 14 n. Chr. wurde der Prachtbau als Veranstaltungsort für Gladiatorenkämpfe und Spiele genutzt. So fanden dort in den Jahren 60 und 65 einzelne Wettkämpfe der Neronia statt. Mit dem Bau des Kolosseums verloren die Saepta Julia ihre Bedeutung als Veranstaltungsort und wurden zu einer Markthalle umfunktioniert, deren geschäftige Atmosphäre Martial in einem Epigramm schildert (Epigramme 9,59).
Östlich des Pantheons sind noch Reste von Fundament und Sockelbereich erhalten.